# محمد بیداریان

## حضور در المپیک
وی که توانست با «وایلد کارت» به المپیک تابستانی ۲۰۱۲ راه یابد، در این بازی‌ها با زمان ۵۲ ثانیه و ۹۳ صدم ثانیه در جایگاه ۴۲ـُم ایستاد و حذف شد.